# Aulacoserica crassa
Aulacoserica crassa är en skalbaggsart som beskrevs av Louis Burgeon 1943. Aulacoserica crassa ingår i släktet Aulacoserica och familjen Melolonthidae. Inga underarter finns listade.